# Калинин, Константин Иванович
Калинин Константин Иванович (12 /24/ сентября 1859 г. — 3 /16/ октября 1916 г.) — генерал-майор, помощник начальника Бессарабского губернского жандармского управления на пограничном пункте в городе Измаиле, в Измаильском, Аккерманском и Бендерском уездах, начальника Казанского губернского жандармского управления в Казанском, Лаишевском и Чистопольском уездах, начальник Казанского губернского жандармского управления, инспектор полицейской стражи в Казанской губернии.

## Биография

### Происхождение, образование
К. И. Калинин происходил из дворян Черниговской губернии, православного вероисповедания. Сын полковника. Образование получил во Владимирской Киевской военной гимназии (впоследствии — кадетском корпусе) и в 3-м военном Александровском училище в Москве (где обучался по второму разряду).

### Военная служба, преподавательская деятельность
За время службы К. И. Калинин производился в следующие чины: нижний чин — с 13 (25) августа 1877 г., прапорщик — с 8 (20) августа 1879 г., подпоручик — с 3 (15) декабря 1879 г. (со старшинством с 6 /18/ октября 1879 г.), поручик — с 13 (25) апреля 1883 г. («за отличие по службе»), штабс-капитан — с 6 (18) мая 1886 г. (переименован в штабс-ротмистры 2 /14/ марта 1888 г.), ротмистр — с 30 августа (11 сентября) 1888 г., подполковник — с 26 февраля (10 марта) 1897 г., полковник — с 9 (22) января 1906 г.
В военных кампаниях, по состоянию на сентябрь 1911 г., не участвовал.
В службу К. И. Калинин вступил 13 (25) августа 1877 г. «юнкером рядового звания» в 3-м военном Александровском училище, по окончании которого — 8 (20) августа 1879 г. — был произведён в прапорщики с переводом в 16-й пехотный Ладожский полк.
Здесь — с 29 сентября (11 октября) 1879 г. — он являлся исправляющим должность адъютанта, с 19 февраля (2 марта) 1880 г. — адъютантом 3-го батальона, а с 8 (20) июля 1880 г. — «заведующим в полку оружием». 11 (23) августа 1880 г. К. И. Калинин был командирован в учебный пехотный батальон, но затем — 30 сентября (12 октября) 1881 г. — вновь убыл в свой полк. 31 июля (12 августа) 1882 г. Высочайшим приказом он был переведён в Крымско-Татарскую стрелковую роту, 26 октября (7 ноября) 1882 г. — опять в 16-й пехотный Ладожский полк, где 2 (14) июля 1883 г. был назначен заведующим полковой учебной командой.
16 (28) апреля 1884 г. К. И. Калинина командировали в Варшавское пехотное юнкерское училище на должность младшего офицера, в котором 8 (20) марта 1885 г. он был назначен адъютантом и делопроизводителем по хозяйственной части. С 1 (13) июля 1884 г. по 1 (13) августа 1887 г. он также преподавал в нём военную топографию и ситуационное черчение и руководил производством юнкерами съёмок, будучи награждён за отличие в этом деле чином штабс-капитана.

### Служба в жандармерии
Жандармская карьера К. И. Калинина началась 28 октября (9 ноября) 1887 г., когда он был прикомандирован к штабу Отдельного корпуса жандармов (ОКЖ) «для испытания по службе и перевода впоследствии в этот Корпус». 2 (14) марта 1888 г. К. И. Калинин был переведён в ОКЖ с переименованием в штабс-ротмистры, где на первое время — с 8 (20) марта 1888 г. — «оставлен прикомандированным по делам службы к Штабу Корпуса».
17 (29) мая 1888 г. приказом по ОКЖ он был назначен адъютантом Вологодского губернского жандармского управления, а 17 (29) августа 1890 г. — направлен в распоряжение начальника Виленского губернского жандармского управления.
13 (25) сентября 1891 г. приказом по ОКЖ К. И. Калинин был назначен помощником начальника Бессарабского губернского жандармского управления в Измаильском и Аккерманском уездах. Со 2 (14) апреля по 6 (18) августа 1899 г. он являлся исправляющим должность начальника данного управления. 5 (18) января 1901 г. К. И. Калинин был назначен помощником последнего на пограничном пункте в городе Измаиле, а 2 (15) августа 1902 г. — там же и в Измаильском, Аккерманском и Бендерском уездах.
Приказом по ОКЖ № 29 от 5 (18) марта 1904 г. К. И. Калинина назначили помощником начальника Казанского губернского жандармского управления (КГЖУ) в Казанском, Лаишевском и Чистопольском уездах.

### Во главе КГЖУ
В Казани, куда он прибыл 15 (28) мая 1904 г., К. И. Калинину, пришлось исполнять обязанности не только помощника, но и начальника местного управления. Как явствует из послужных списков, он временно исправлял должность начальника КГЖУ со 2 (15) июня по 21 июля (3 августа) 1904 г., с 30 мая (12 июня) по 25 июня (8 августа) и с 1 (14) по 12 (25) июля 1905 г.
Через несколько дней после ликвидации последствий революционной смены власти в Казани — 30 октября (12 ноября) 1905 г. — подполковник К. И. Калинин был направлен в двухмесячную командировку в Санкт-Петербург, в штаб ОКЖ.
Приказом по ОКЖ № 177 от 16 (29) декабря 1905 г. он был назначен исправляющим должность начальника КГЖУ. При этом, тем же приказом, прежний начальник КГЖУ полковник П. С. Александров был отчислен от должности, с оставлением в ОКЖ и назначением начальником Плоцкого губернского жандармского управления.
В приказе по ОКЖ № 11 от 17 (29) января 1906 г. значилось, что, согласно Высочайшему приказу от 9 (22) января того же года, К. И. Калинин производится «за отличие по службе» из подполковников в полковники, с утверждением в занимаемой должности.
Историк И. Е. Алексеев отмечает:
Являясь руководителем местной жандармерии на протяжении более десяти лет, К. И. Калинин смог так организовать работу вверенного ему управления, что Казанская губерния оказалась застрахована в «межреволюционный» период от сколь-нибудь серьёзных социально-политических потрясений и террористических актов.
На основании Высочайшего приказа по военному ведомству от 15 (28) апреля 1916 г. и соответствующего приказа по ОКЖ, К. И. Калинин был произведён «за отличие по службе» из полковников в генерал-майоры, о чём было объявлено в приказе по КГЖУ («по части строевой») № 96 от 1 (14) мая 1916 г.

Состоя в должности Начальника Казанского Губернского Жандармского Управления с 1905 года, то есть почти 8 лет, я смело и с гордостью могу доложить, что всё это время я твёрдо и строго преследовал ту святую цель, чтобы предупреждать, а не пресекать только преступления, и строго требовал этого от всех гг. офицеров, будучи сам чужд каких бы то ни было провокационных приёмов. Подобная система политического розыска и труда проходит хотя не показной шумихой, без всяких огласок, то есть выполняется тихо, скромно и незаметно для других, но зато выполняется честно, чисто и точно приводит к правильным продуктивным, благоприятным результатам, что так важно именно для искоренения революционной деятельности в столь бойком пункте России, как и город Казань.— Из рапорта начальника КГЖУ К. И. Калинина на имя начальника штаба ОКЖ от 5 (18) ноября 1913 г.

## Награды
К сентябрю 1911 г. К. И. Калинин был награждён орденами Святого Станислава 2-й (6 /19/ апреля 1903 г.) и 3-й (1 /13/ апреля 1890 г.) степеней, Святой Анны 2-й (22 апреля /5 мая/ 1907 г.) и 3-й (2 /14/ апреля 1895 г.) степеней, Святого Владимира 4-й степени (1910 г.), Офицерским крестом румынского «Ордена Звезды» (Высочайше разрешено принять и носить 4 /17/ июля 1903 г.), Командорским крестом болгарского ордена «За гражданские заслуги» (Высочайше разрешено принять и носить 28 июля /10 августа/ 1906 г.), серебряными медалями «В память царствования в Бозе почивающего Императора Александра III» — «на ленте ордена Св[ятого] Александра Невского» (16 /28/ февраля 1896 г.), «В память Священного Коронования Их Императорских Величеств» — «для ношения на груди на Андреевской ленте» (6 /18/ февраля 1898 г.) и медалью Красного Креста «В память русско-японской войны 1904—1905 гг.» (9 /22/ июля 1907 г.).
Кроме этого, приказом по войскам Варшавского военного округа № 45 от 29 мая (10 июня) 1887 г. ему было Высочайше разрешено принять и носить пожалованный 17 (29) мая того же года военный наградной знак Холмского Православного Свято-Богородицкого Братства 3-й степени.

## Семья, дети
Известно, что к апрелю 1904 г. К. И. Калинин был женат вторым браком на уроженке Бессарабской губернии православного вероисповедания, вдове коллежского асессора Надежде Станиславовне Сатовской.
От первого брака он имел дочь Римму, родившуюся 15 (27) сентября 1892 г.
Адрес (по состоянию на 1916 г.): город Казань, улица Большая Красная, дом Боронина.

## Кончина
20 сентября (3 октября) 1916 г. генерал-майор К. И. Калинин направил в штаб ОКЖ рапорт, начинавшийся словами: «Сего числа заболев, службу ЕГО ИМПЕРАТОРСКОГО ВЕЛИЧЕСТВА нести не могу». В нём же сообщалось, что временное исполнение должности начальника КГЖУ он передал своему помощнику в Тетюшском, Свияжском, Чебоксарском, Спасском, Козьмодемьянском и Ядринском уездах ротмистру Н. В. Кирсанову, приступившему к делам в тот же день.
Через две недели — 3 (16) октября 1916 г. — К. И. Калинин скончался, и в тот же день был исключён из списков КГЖУ.